# Грегори (тауншип, Миннесота)
Грегори (англ. Gregory) — тауншип в округе Маномен, Миннесота, США. На 2000 год его население составило 97 человек.

## География
По данным Бюро переписи населения США площадь тауншипа составляет 93,7 км², из которых 90,9 км² занимает суша, а 2,8 км² — вода (2,99 %).

## Демография
По данным переписи населения 2000 года здесь находились 97 человек, 36 домохозяйств и 29 семей. Плотность населения —  1,1 чел./км². На территории тауншипа расположено 42 постройки со средней плотностью 0,5 построек на один квадратный километр. Расовый состав населения: 92,78 % белых, 5,15 % коренных американцев и 2,06 % приходится на две или более других рас.
Из 36 домохозяйств в 27,8 % воспитывались дети до 18 лет, в 72,2 % проживали супружеские пары, в 5,6 % проживали незамужние женщины и в 19,4 % домохозяйств проживали несемейные люди. 19,4 % домохозяйств состояли из одного человека, при том 13,9 % из — одиноких пожилых людей старше 65 лет. Средний размер домохозяйства — 2,69, а семьи — 3,10 человека.
23,7 % населения — младше 18 лет, 5,2 % — в возрасте от 18 до 24 лет, 28,9 % — от 25 до 44, 24,7 % — от 45 до 64, и 17,5 % — старше 65 лет. Средний возраст — 41 год. На каждые 100 женщин приходилось 102,1 мужчин. На каждые 100 женщин старше 18 приходилось 111,4 мужчин.
Средний годовой доход домохозяйства составлял 31 250 долларов, а средний годовой доход семьи —  31 875 долларов. Средний доход мужчин —  22 917  долларов, в то время как у женщин — 15 625. Доход на душу населения составил 14 656 долларов. За чертой бедности находились 5,6  семей и 7,5 % всего населения тауншипа, из которых 11,1 % младше 18 лет.